# Euphyia timarata
Euphyia timarata là một loài bướm đêm trong họ Geometridae.